# Élections étatiques de 2022 dans l'État d'Hidalgo
Les élections étatiques de 2022 dans l'État d'Hidalgo se tiennent le 5 juin 2022, afin d'élire le gouverneur de l'État d'Hidalgo pour un mandat de 6 ans.

État d'Hidalgo.

## Mode de scrutin
Le gouverneur est élu au scrutin uninominal majoritaire à un tour.

## Résultats
|                        | Ensemble, nous faisons l'histoire - Mouvement de régénération nationale (MORENA) - Parti du travail (PT) - Parti nouvelle alliance (PNA)   | Julio Menchaca Salazar (MORENA) | 658 562   | 63,38 |  |  |
|                        | C'est pour Hidalgo - Parti révolutionnaire institutionnel (PRI) - Parti action nationale (PAN) - Parti de la révolution démocratique (PRD) | Carolina Viggiano Austria (PRI) | 335 531   | 32,29 |  |  |
|                        | Mouvement citoyen (MC) | Francisco Xavier Berganza       | 32 793    | 3,16  |  |  |
|                        | Parti vert écologiste du Mexique (PVEM) | José Luis Lima Morales          | 12 205    | 1,17  |  |  |
|                        | |                                 |           |       |  |  |
| Suffrages exprimés     | Suffrages exprimés | Suffrages exprimés              | 1 039 091 | 97,32 |  |  |
| Votes nuls             | Votes nuls | Votes nuls                      | 28 635    | 2,68  |  |  |
| Total                  | Total | Total                           | 1 067 726 | 100   |  |  |
| Abstention             | Abstention | Abstention                      | 1 179 124 | 52,48 |  |  |
| Inscrits/Participation | Inscrits/Participation | Inscrits/Participation          | 2 246 850 | 47,52 |  |  |